# Travanca de Lagos
Travanca de Lagos ist eine Gemeinde (Freguesia) im portugiesischen Kreis Oliveira do Hospital. In ihr leben 1124 Einwohner (Stand 19. April 2021).